# 塘头厦站
塘头厦站位于中国广东省东莞市塘厦镇，是广深铁路Ⅲ、Ⅳ线的地面车站，现时由中国铁路广州局集团广州车务段管辖，不办理客货运业务。

## 历史
塘头厦站于1911年启用，是廣九鐵路华段首批建成开通的车站。
塘头厦站建站初期，只有一个票房、两个站台和数间职工宿舍。1949年后，塘头厦站内加建了旅客候车室和职工宿舍。1980年代，广深铁路复线建设项目开工，本站进行了扩建，建成3条货运线和4条到发线。1990年代广深铁路电气化改造时，本站增至有7条到发线和2条货运线；1993年，塘厦镇政府投资建设新站房。
随着广深铁路历次提速，停靠塘头厦站的旅客列车数量越来越少。至2005年底，塘头厦站每天仅余广州至深圳的N651次管内快速列车停靠。前述列车于2006年1月停运后，塘头厦站再没有旅客列车停靠。而货运方面，本站曾有计划建设货仓，惟相关工程于2001年终止；2005年7月，车站停办货运业务。

## 图集

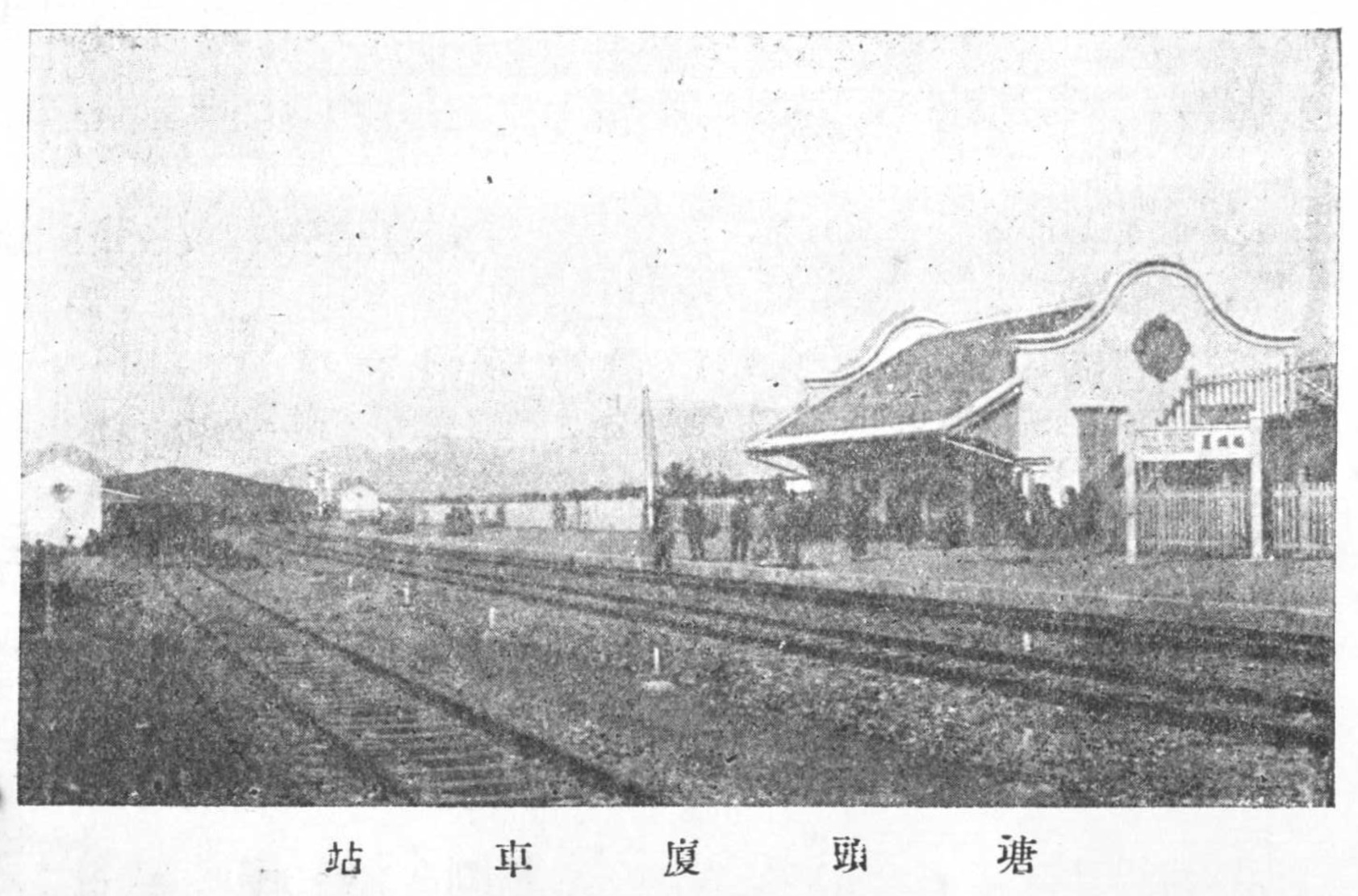
1910年代的塘头厦站
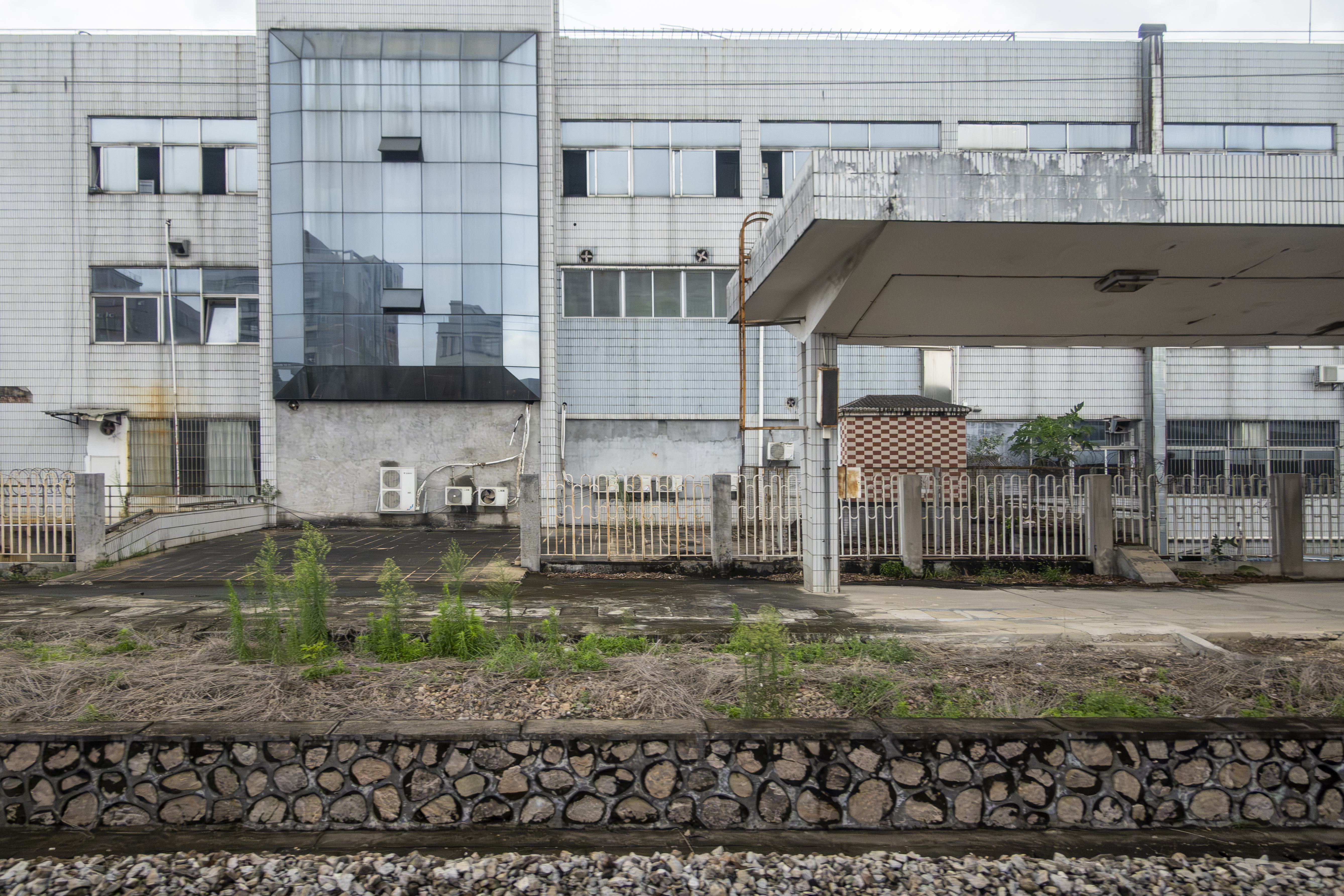
已弃用的车站站房和站台